# Museo dell'Olio della Sabina
Il Museo dell'Olio della Sabina è un museo pubblico situato nel comune di Castelnuovo di Farfa e dedicato alla storia, alla cultura e alla produzione dell'olio d'oliva.

## Storia
A seguito di un restauro e di alcuni interventi artistici durati dal 1993 al 2001, il museo è stato aperto nel 2001, con l'intento di tutelare e valorizzare il territorio della Valle del Farfa in Sabina.

## Descrizione
Il Museo dell'Olio della Sabina, sito nel Palazzo Perelli, ospita una collezione di opere di artisti contemporanei. Sono esposti un frantoio del settecento, antiche presse, macchinari e documenti storici legati alla produzione dell'olio. Inoltre dispone di laboratori didattici e spazi per la degustazioni di olio extravergine Sabina.

## Collezione
Nel museo sono contenute numerose opere di Maria Lai, la quale è anche autrice del disegno che oggi è logo e simbolo del museo. Altre opere sono di Hidetoshi Nagasawa, Gianadrea Gazzola, Alik Cavaliere e Franco Vergine.